# Realschule
Uzasadnienie: polski szkoła realna, niemiecki Realschule
Realschule (niem. szkoła realna) – niemiecka szkoła ogólnokształcąca kontynuująca edukację po czteroletniej Grundschule (niem. szkole podstawowej).
Realschule liczy 6 klas (od 5. do 10.). Na tym kończy się obowiązek szkolny w Niemczech dla uczniów tego rodzaju szkół.
Ukończenie Realschule jest potwierdzone świadectwem ukończenia szkoły realnej (niem. Realschulabschluss).
Absolwenci Realschule po dodatkowym dokształceniu mogą uzyskać prawo zdawania matury i dalszego kształcenia w szkołach wyższych. 
Takie uzupełniające kształcenie nazywa się rozszerzonym świadectwem ukończenia szkoły realnej (niem. erweiterter Realschulabschluss).